# Чероваха
Чероваха (рос. Чероваха) — річка в Україні у Новгород-Сіверському районі Чернігівської області. Права притока річки Вара (басейн Десни).

## Опис
Довжина річки приблизно 3,63 км, найкоротша відстань між витоком і гирлом — 3,42  км, коефіцієнт звивистості річки — 1,06 . Формується декількома безіменними струмками.

## Розташування
Бере початок на північно-західній околиці села Внутрішній Бір у мішаному лісі в заболоченій місцині. Тече переважно на північний захід і на північно-західній околиці села Вороб'ївка на висоті 168,3 м над рівнем моря впадає у річку Вара, праву притоку Судості.

## Цікаві факти
- Від витоку річки на східній стороні на відстані приблизно 10,81 км пролягає автошлях Р12[2] .